# 트레이닝 코치
트레이닝 코치는 야구에서 타자와 투수까지의 모든 야구 선수들의 체력 향상에 도움을 주는 야구 코치를 가르키는 단어이다.

## 설명
트레이닝 코치는 전체적으로 한 야구단의 모든 야구 선수들에 체력 향상에 도움을 준다. 야구 경기가 장기전으로 흐른다면 모든 야구 선수들의 체력이 그만큼 많이 소모되는데 트레이닝 코치는 이러한 상황들에 대비하여 모든 야구 선수들의 체력 단련을 주로 한다. 그래서 야구 선수들의 체력 단련장이나 체력 훈련 연습을 경기장에서 할 때 가장 많이 보이는 야구 코치이다. 각 야구단마다 야구 선수들의 체력 단련에 도움을 주는 트레이닝 코치가 존재한다.

## 같이 보기
- 야구 코치
- 야구